# Angiostatina
A angiostatina é uma proteína de ocorrência natural encontrada em várias espécies animais, inclusive em humanos. É um inibidor endógeno da angiogênese (ou seja, bloqueia o crescimento de novos vasos sanguíneos). Foram realizados ensaios clínicos para seu uso na terapia anticâncer.

## Estrutura
A angiostatina é um fragmento de 38 kDa de uma proteína maior, a plasmina (ela própria um fragmento de plasminogênio), que contém de três a cinco módulos de domínio Kringle. Cada módulo contém duas pequenas folhas-beta e três ligações dissulfeto.
Há quatro variantes estruturais diferentes para a angiostatina, que diferem na combinação de domínios Kringle: K1-3, K1-4, K1-5, K1-4 com um fragmento de K-5. Cada domínio Kringle contribui com um elemento diferente de inibição para a citocina. Estudos recentes com angiostatina recombinante mostraram, entretanto, que o K1-3 é fundamental para a natureza inibitória da angiostatina.
Os K1-3 formam a "estrutura triangular em forma de tigela" da angiostatina. Essa estrutura é estabilizada por interações entre os peptídeos inter-kringle e os kringles, embora os domínios Kringle não interajam diretamente entre si. A angiostatina é efetivamente dividida em dois lados. O local ativo de K1 é encontrado em um lado, enquanto os locais ativos de K2 e K3 são encontrados no outro. A hipótese é que isso resulte nas duas funções diferentes da angiostatina. Acredita-se que o lado K1 seja o principal responsável pela inibição da proliferação celular, enquanto os lados K2-K3 são os principais responsáveis pela inibição da migração celular.

## Geração
A angiostatina é produzida, por exemplo, pela clivagem autoproteolítica do plasminogênio, envolvendo a oxirredução da ligação dissulfeto extracelular pela fosfoglicerato quinase. Além disso, a angiostatina pode ser clivada do plasminogênio por diferentes metaloproteases (MMPs), elastase, antígeno prostático específico (PSA), serina protease 13 KD ou endopeptidase 24KD.

## Atividade biológica
A angiostatina é conhecida por se ligar a muitas proteínas, especialmente à angiomotina e à ATP sintase da superfície da célula endotelial, mas também às integrinas, à anexina II, ao receptor c-MET, ao proteoglicano NG2, ao ativador de plasminogênio do tipo tecidual, aos proteoglicanos de sulfato de condroitina e ao CD26. Além disso, fragmentos menores de angiostatina podem se ligar a várias outras proteínas. Ainda há muita incerteza sobre seu mecanismo de ação, mas parece envolver a inibição da migração de células endoteliais, proliferação celular e indução de apoptose. Foi proposto que a atividade da angiostatina está relacionada, entre outras coisas, ao acoplamento de suas propriedades mecânicas e de oxirredução.
Embora os mecanismos exatos de ação da angiostatina ainda não tenham sido completamente compreendidos, há três mecanismos de ação propostos. O primeiro mecanismo de ação proposto é que a angiostatina se liga à F1-FoATP sintase encontrada tanto na mitocôndria quanto na membrana celular das células epiteliais, o que não apenas inibe a produção de ATP nas células tumorais, mas também inibe a capacidade da célula de manter o pH ácido das células tumorais. Essa incapacidade de regular o pH intracelular pode iniciar a apoptose. Outro mecanismo de ação proposto é que a angiostatina é capaz de reduzir a migração de células epiteliais por meio da ligação às integrinas avB3. No entanto, estudos demonstraram que as integrinas avB3 não são essenciais para a angiogênese, portanto, são necessárias mais investigações para determinar como a inibição das integrinas avB3 inibe a migração das células epiteliais. Outro mecanismo de ação proposto é que a angiostatina se liga à angiomotina (AMOT) e ativa a quinase de adesão focal (FAK). Foi demonstrado que a FAK promove a inibição da proliferação e da migração celular, mas a falta de conhecimento sobre como a angiostatina e a angiomotina funcionam exige a realização de pesquisas adicionais.